# حسين عبد الله حسين الأحمر
حسين عبد الله بن حسين الأحمر برلماني يمني، عضو في مجلس النواب، عن الدورة البرلمانية 2003-2009 والكتلة البرلمانية للمستقلين عن الدائرة الانتخابية.

## فترة المجلس
باتفاق عرف باسم «إتفاق فبراير» تمددت فترة المجلس لمدة عامين، وبقيام ثورة الشباب اليمنية لم تُجرَ الانتخابات، وبحسب إتفاق المبادرة الخليجية تمددت لمدة عامين آخرين حتى 2013 .

## وفاته
توفي الشيخ حسين بن عبد الله بن حسين الأحمر مساء يوم الأثنين 27/3/2022، بسبب ذبحة صدرية مفاجأة وذلك في مقر إقامته بالعاصمة القطرية الدوحة.